# Ruy Ramos
Ruy Ramos, född 9 februari 1957 i Rio de Janeiro, Brasilien, är en brasiliansk-japansk tidigare fotbollsspelare och numera tränare.